# Momentum (플래닛 쉬버의 음반)
Momentum은 플래닛 쉬버가  2009년 12월 9일, 에픽하이와 함께한 Remixing the Human Soul 이후로 발매한 디지털 싱글 음반이다. 총 6곡으로 구성되어 있다.

## 배경
맵더소울의 식구인 플래닛 쉬버는 2009년, 디지털 싱글 앨범인 Momentum의 발매가 약속 되어있었다. 타블로가 맵더소울 홈피를 통해 꾸준히 밝혀왔었다. 2009년 12월 3일에는 운영자인 다스베이더(Darthvader)가 2009년 12월 9일에 발매될 싱글 앨범의 트랙리스트를 공개했다. 그 전에도 밝혔었다시피 다이나믹 듀오의 개코. Double K, 윤미래 등의 피쳐링 소식으로도 화제를 낳았는데, 아쉽게도 맵더소울의 설립자이자 Remixing the Human Soul의 동반자였던 에픽하이는 피쳐링에 참가하지 않은 것으로 트랙리스트 공개로써 밝혀졌다. 에픽하이의 리더인 타블로는 작사로써 참여하였다.
한편 트랙 리스트가 공개된 당일, 많은 사람들이 음반이 나오지 않는 디지털 싱글인 것을 아쉬워하며 덧글로써 CD 발매를 요청하기도 했다.
12월 9일, 각종 음원 사이트에서 싱글을 발매했다. 6곡 중 마지막 곡인 "Momentum (Radio Edit)"은 무료곡으로 배포되었다.

## 수록곡
| #  | 제목                                                                                  | 작사                                        | 작곡              | 재생 시간 |
| -- | ------------------------------------------------------------------------------------- | ------------------------------------------- | ----------------- | --------- |
| 1. | 〈Intro: The Time Is Now〉 (Feat. MYK)                                                |                                             | 플래닛 쉬버       |           |
| 2. | 〈Momentum (Original Mix)〉 (feat. Gaeko)                                             | 타블로                                      | DJ Friz, DH-style |           |
| 3. | 〈Momentum (Philtre Mix)〉                                                            | 타블로                                      | Philtre           |           |
| 4. | 〈Momentum (Bitter Philtre Mix)〉                                                     | 타블로                                      | Philtre           |           |
| 5. | 〈Momentum (Da Planet Shiva Mix)〉 (feat. Gaeko, Double K, Yankie, Dok2, MYK, 윤미래) | 타블로, Double K, Yankie, Dok2, MYK, 윤미래 | DJ Friz, DH-style |           |
| 6. | 〈Momentum (Radio Edit)〉                                                             | 타블로                                      |                   |           |